# Roberto Plantier
Roberto Plantier es un actor nacido el 26 de mayo de 1979 en la Ciudad de México en México. Ha trabajado en Dama y obrero, Pecados ajenos, Corazón valiente y La vida es una canción.

## Telenovelas
- 2018: Mi familia perfecta - Vicente Cadenas
- 2017/18: Sangre de mi tierra - Ernesto Merchan
- 2017: La fan - Dr. Damián Arévalo
- 2014/15: Tierra de reyes - Horacio Luján
- 2014: En otra piel - Eduardo "Eddie"
- 2013: Dama y obrero - Ángel García
- 2012/13: Corazón valiente - Gabriel La Madrid
- 2008/09: Pecados ajenos - Charlie Vallejo
- 2004: La vida es una canción
- 2002: Súbete a mi moto - Tomás